# Jarenga
Lo Jarenga (in russo Яренга?, in komi: Еринь, Jerin), traslitterato anche con Yarenga, è un fiume della Russia europea settentrionale, affluente di destra della Vyčegda nel bacino della Dvina Settentrionale.

## Geografia

Il bacino della Dvina Settentrionale: lo Jarenga come affluente della Vyčegda.

Lo Jarenga è lungo 281 km e drena un bacino di 5.140 km². Il fiume è il principale corso d'acqua nel distretto di Lenskij, di cui praticamente drena l'intera superficie. I principali affluenti sono il Vezhay (da sinistra) e l'Uktym (da destra).
Tra ottobre e la fine di aprile lo Jarenga è ghiacciato. In primavera, il disgelo provoca frequenti inondazioni.
Il fiume è ricco di pesci come il salmone, il luccio, il persico, il temolo, il rutilo, la bottatrice e l'acerina.
Prima del XX secolo il corso del fiume era utilizzato come via d'acqua tra i fiumi Vyčegda e Mezen', ricorrendo al portage (il trasporto delle imbarcazioni via terra) fino al fiume Vaška.

### Corso del fiume
Il fiume nasce nei pressi del villaggio di Weschaika, nella repubblica dei Komi. Scorre prima verso nord-ovest, attraversando foreste primordiali di pini e larici, e poi, dopo essere entrato nell'oblast' di Arcangelo, piega verso sud-ovest in corrispondenza del villaggio di Jarenga. Lungo questa parte del corso del fiume sono presenti diverse rapide.
In corrispondenza del villaggio di Ust-Ocheya, lo Jarenga riceve le acque del fiume Ocheya da sinistra e gira a sud-est. La città di Jarensk si trova a 3 km dal fiume, sulla sponda sinistra. Il fiume sfocia infine nella Vyčegda, 5 km dopo Jarensk.
Dei 281 km totali, 80 km sono compresi nella repubblica dei Komi e 201 km nell'oblast' di Arcangelo.

### Idrometria
La portata del fiume Jarenga è stata misurata per 44 anni, nel periodo 1944-1988, nei pressi della cittadina di Tochta, a circa 20 km dalla sua confluenza con la Vyčegda, ad un'altitudine di 66 m s.l.m.. La principale sorgente d'acqua consiste nello scioglimento dei ghiacci invernali.
La portata media nel corso dell'anno dello Jarenga è di 48,8 m³/s, con il massimo nel mese di maggio.
Portata m³/s